# Miradouro da Ermida de Nossa Senhora da Ajuda

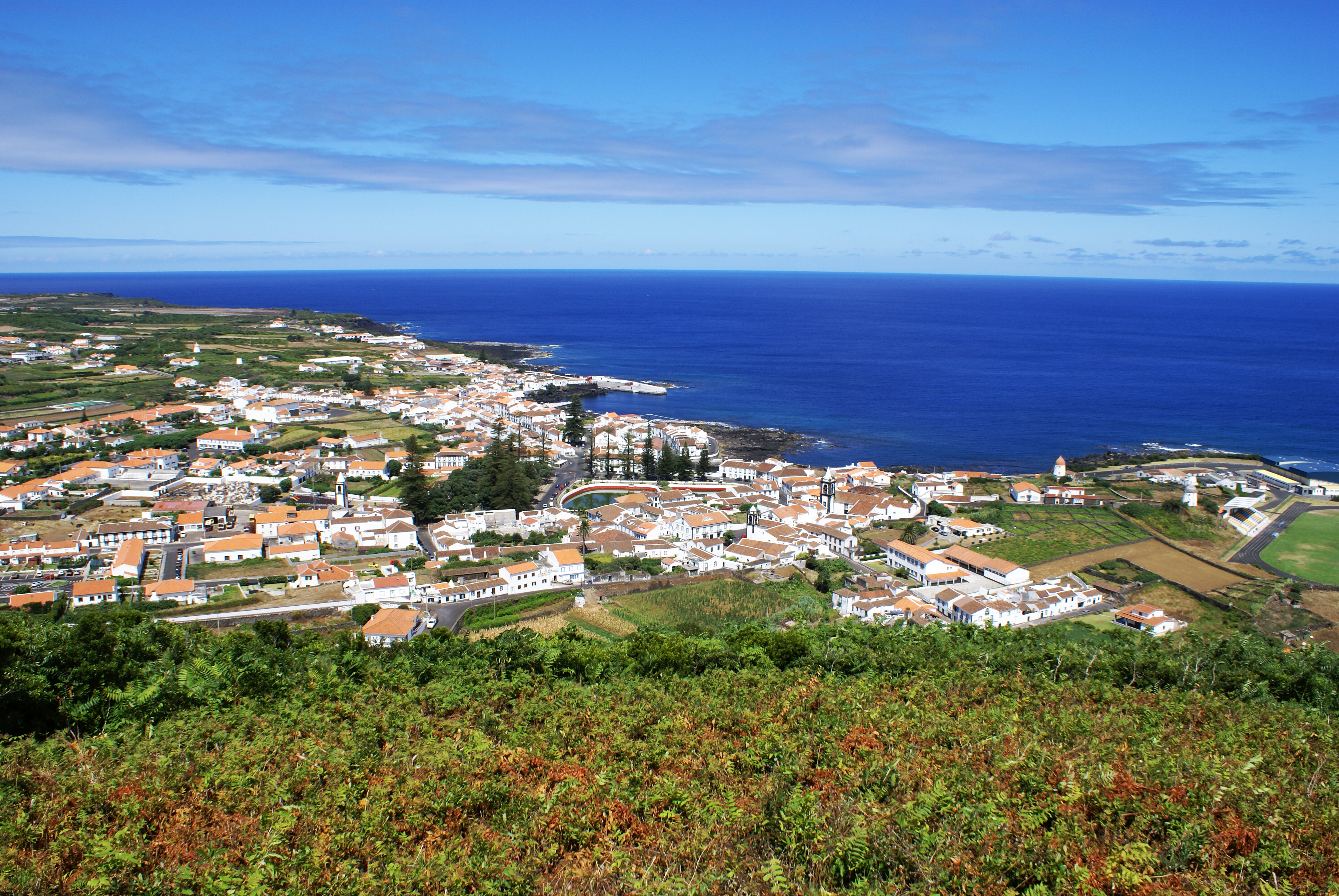
Vila de Santa Cruz da Graciosa, vista do adro da Ermida de Nossa Senhora da Ajuda.

O Miradouro da Ermida de Nossa Senhora da Ajuda é um miradouro português localizado no concelho de Santa Cruz da Graciosa, ilha Graciosa, Açores.
Este mirante aloja-se no adro da Ermida de Nossa Senhora da Ajuda.